# 美波町立由岐小学校
美波町立由岐小学校（みなみちょうりつ ゆきしょうがっこう）は、徳島県海部郡美波町西の地字谷裏にある公立小学校。

## 概要

### 基礎データ
最寄駅
- JR牟岐線由岐駅

## 沿革
- 2006年 - 町村合併のため由岐町から美波町となり、現校名に改称。

## 関連学校
- 美波町立由岐中学校

## 通学区域が隣接している学校
- 美波町立伊座利小学校
- 阿南市立椿小学校
- 阿南市立福井小学校
- 美波町立日和佐小学校